# Горган
 Тази статия е за града в Иран.  За шахрестана вижте Горган (шахрестан).  За реката вижте Горган (река).
Горган (на персийски: گرگان) е град в северен Иран, административен център на провинция Голестан и шахрестана Горган. Населението му е 350 676 души (2016 г.).
Разположен е на 148 m надморска височина в северното подножие на Алборз, на 38 km източно от брега на Каспийско море и на 57 km южно от границата с Туркменистан. Градът е център на историческата област Хиркания, откъдето идва съвременното му име – до 1937 година носи името Астарабад.